# Der unsichtbare Agent
Der unsichtbare Agent ist eine US-amerikanische Mischung aus Filmkomödie und Spionagefilm aus dem Jahr 1942. Das Drehbuch basiert lose auf dem Roman Der Unsichtbare von H. G. Wells.

## Handlung
Der Druckereibesitzer Frank Raymond heißt in Wirklichkeit Frank Griffin und ist der Enkel des Unsichtbaren. Zwei Spione, der Japaner Baron Ikito und der Deutsche Conrad Stauffer, wollen Frank zwingen, die Unsichtbarkeitsformel seines Großvaters herauszugeben. Doch Frank kann den beiden entkommen. Er trifft den US-Agenten John Gardiner, der die Formel für die US-Regierung sichern will. Frank hält die Formel für zu gefährlich, doch als die USA in den Krieg eintreten, ändert er seine Meinung. Frank stellt sicher, dass er die einzige Person sein wird, die die Formel benutzt.
Frank springt mit dem Fallschirm über Berlin ab. Er soll deutsche Sabotagepläne aufdecken, die die amerikanische Munitionsindustrie betreffen. Als Unsichtbarer kann er deutschen Patrouillen ausweichen und seinen Kontaktmann, den Bestatter Dr. Schmidt aufsuchen. Schmidt schickt ihn zur Doppelagentin Maria Sorenson. Maria ist an diesem Abend mit dem Gestapo-Offizier Karl Heiser verabredet. Heiser erzählt Maria, dass Hitler einen geheimen Angriff auf die USA befohlen habe. Er verschweigt aber den genauen Zeitpunkt, nachdem der unsichtbare und betrunkene Frank den romantischen Abend zerstört hat.
In der gleichen Nacht kehren Stauffer und Ikito nach Berlin zurück. Stauffer fragt bei Heiser nach dem vermissten Fallschirmspringer nach. Auch Heisers Interesse an Maria will er näher durchleuchten. Stauffer geht mit Heiser zu Maria, wo er den Offizier unter Arrest stellt. Als Grund führt er an, Heiser habe ihm seine Arbeit und seine Freundin weggenommen. Stauffer verdächtigt Maria, dass sie Frank beherbergen würde. Er erzählt ihr, er habe in seinem Büro die Angriffspläne für die Invasion der USA. Frank sucht Stauffers Büro auf und wird dort, trotz seiner Unsichtbarkeit, gefangen genommen und verhört. Frank schafft es, das Büro in Brand zu setzen und mit einer Liste zu entkommen, die jeden deutschen und japanischen Spion in den USA aufführt. Frank übergibt die Liste Schmidt und sucht das Gefängnis auf, in dem Heiser arrestiert ist. Er will Heiser zur Freiheit verhelfen, wenn Heiser ihm den genauen Plan verrät. Heiser willigt ein und erzählt, dass in dieser Nacht eine Staffel Selbstmordflugzeuge nach New York fliegen werde.
Zur gleichen Zeit wird Schmidt von Stauffer verhaftet und verhört. Frank findet in Schmidts Haus nur noch Maria vor. Er beschuldigt Maria, eine deutsche Spionin zu sein. Ikito und einige Japaner tauchen auf und nehmen Frank und Maria gefangen. Ikito will Frank nach Japan schaffen, doch als Stauffer mit seinen Männern bei der japanischen Botschaft ankommen, können Frank und Maria fliehen. Ikito sieht ein, dass er Schande über sein Land gebracht hat, weil er versagt hat, und tötet Stauffer, danach begeht er Selbstmord. Frank und Maria kapern ein deutsches Flugzeug und bombardieren nach dem Start die Startbahn, um zu verhindern, dass die Selbstmordflugzeuge starten können. Über England wird die deutsche Maschine abgeschossen, doch Frank und Maria können sich per Fallschirm retten. Im Krankenhaus wird Frank wieder sichtbar. Er erfährt, dass Maria eine britische Spionin mit dem Namen Goodrich ist.

## Kritik
Das Lexikon des internationalen Films sieht in dem Werk eine „Mischung aus Spionage-Thriller, Melodram und überdrehter Farce, die mit den vertrauten Genremustern im Dienst antifaschistischer Propaganda-Arbeit während des Zweiten Weltkrieges aufklären und dabei gleichzeitig unterhalten will. Der Film ist allenfalls unter diesem filmhistorischen Aspekt interessant; das bereits in früheren Filmen variierte Motiv (vgl. "Der Unsichtbare" und Nachfolgefilme) ist ausgelaugt und ohne Inspiration.“
Die New York Times empfand den Film als Geschmacksverirrung. Die phantastische Idee eines unsichtbaren Agenten in Deutschland habe der Autor zu einem Märchen gemacht, das in unverantwortlicher Weise fröhlich und linkisch comichafte Satire mit melodramatischem Sadismus vermische.

## Auszeichnungen
1943 wurden Bernard B. Brown und John P. Fulton in der Kategorie Beste Spezialeffekte für den Oscar nominiert.

## Hintergrund
Die Uraufführung fand am 31. Juli 1942 statt. In Deutschland erschien der Film erstmals am 7. August 1986 im Rahmen einer TV-Premiere im dritten Programm des WDR.
Das Budget des von Universal Pictures produzierten Films lag bei ca. 322.000 US-Dollar. Weltweit spielte der Film knapp über eine Million US-Dollar ein.
In einer kleinen Rolle als deutscher Offizier ist Milburn Stone (Doc Adams aus der TV-Serie Rauchende Colts) zu sehen.

## Synchronisation
| Rolle                   | Darsteller         | Synchronsprecher     |
| ----------------------- | ------------------ | -------------------- |
| Frank Raymond / Griffin | Jon Hall           | Frank Engelhardt     |
| Baron Ikito             | Peter Lorre        | Eberhard Storeck     |
| Conrad Stauffer         | Cedric Hardwicke   | Günther Ungeheuer    |
| Heiser                  | J. Edward Bromberg | Lambert Hamel        |
| John Gardiner           | John Litel         | Leon Rainer          |
| Chirurg                 | Keye Luke          | Michael Schwarzmaier |

Die Synchronisation des Films führte 1986 die Bavaria Film Synchron GmbH in München durch. Synchronregisseur war Günther Sauer, das Dialogbuch führte Wolfgang Schnitzler.